# Großsteingrab Klein Bokern
Das Großsteingrab Klein Bokern ist eine zwischen 3500 und 2800 v. Chr. entstandene Anlage der Jungsteinzeitlichen Trichterbecherkultur (TBK) nahe dem zur Gemeinde Bippen gehörenden Ortsteil Klein Bokern im Landkreis Osnabrück, Niedersachsen. Es trägt die Sprockhoff-Nummer 888.

## Lage
Das Grab befindet sich nordwestlich von Klein Bokern am Rande eines Waldstücks und an einem Abhang des Queckenberges. Zwei Kilometer nordwestlich befindet sich das Großsteingrab Dalum. Bei einer 1,8 km in nordwestlicher Richtung gelegenen und als „Hexentanzplatz“ bezeichneten Stelle dürfte es sich nicht um die Reste eines weiteren Grabes, sondern um eine natürliche Steinanhäufung handeln.

## Beschreibung
Bei dieser Anlage handelt es sich um ein nordwest-südöstlich orientiertes Ganggrab. Über seinen genauen Zustand lassen sich nur begrenzte Aussagen treffen, da es zu einem großen Teil noch unter der Erde verborgen ist. Es besitzt eine recht große Grabkammer von 22 m Länge und mindestens 2 m Breite. Zu erkennen sind die beiden Abschlusssteine an den Schmalseiten und fünf Wandsteine der südwestlichen Langseite, alle in situ. Außerdem sind sieben Decksteine zu sehen, deren nordöstliche Hälften aber noch unter der Erde stecken. Weiterhin steht knapp 2 m vor der Mitte der südwestlichen Langseite ein Wandsteinpaar des Ganges. Anhand dieser sichtbaren Steine ging Ernst Sprockhoff davon aus, dass das Grab in seinem ursprünglichen Zustand über zwölf Wandsteine an der nordöstlichen und dreizehn an der südwestlichen Langwand, je einen Abschlussstein an den Schmalseiten und dreizehn Decksteine verfügte. Der Gang besaß zwei Wandsteinpaare und zwei Decksteine.